# Daytona 500 2023
La Daytona 500 2023 è stata una gara della NASCAR Cup Series e la 65ª edizione dell'evento. Si è tenuta domenica 19 febbraio 2023 al Daytona International Speedway di Daytona Beach, in Florida. È stata la prima gara della NASCAR Cup Series 2023. Jimmie Johnson è tornato alla Cup Series per il Legacy Motor Club in questa gara. Questa è stata la Daytona 500 più lunga della storia, percorrendo 530 miglia.

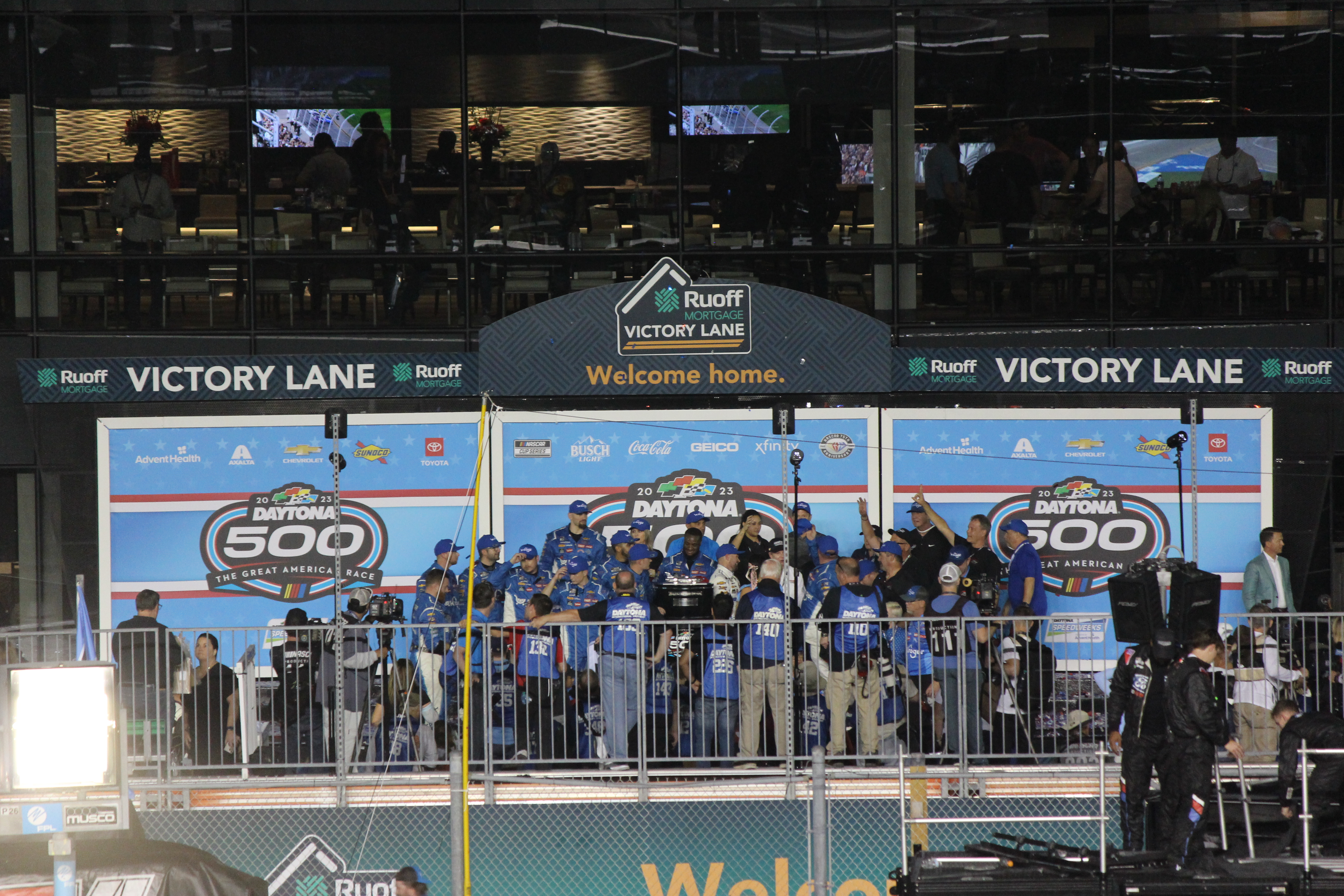
Ricky Stenhouse Jr. conquista la sua prima vittoria alla Daytona 500

Ricky Stenhouse Jr., alla guida della JTG Daugherty Racing, ha vinto la sua prima Daytona 500 e la terza gara in carriera dopo aver superato il due volte campione della serie Joey Logano per il comando davanti a un incidente con più auto nell'ultimo giro.

## Il contesto
Il Daytona International Speedway è uno dei tre superspeedway che ospitano gare NASCAR, gli altri due sono l'Atlanta Motor Speedway e il Talladega Superspeedway. La pista standard del Daytona International Speedway è una superspeedway a quattro curve lunga 2,5 miglia (4,0 km). Le curve del tracciato sono inclinate di 31 gradi, mentre il tratto anteriore, dove si trova il traguardo, è inclinato di 18 gradi.
Il Daytona International Speedway è uno dei sei superspeedway, gli altri sono l'Auto Club Speedway, il Pocono Raceway, l'Indianapolis Motor Speedway, il Michigan International Speedway e il Talladega Superspeedway.

### Partecipanti
- (R) denota un pilota al 1º anno di partecipazione (rookie).
- (W) denota il precedente vincitore.
- (i) denota un pilota non idoneo per i punti pilota della serie.

| Nº                           | Pilota               | Squadra                  | Costruttore |
| ---------------------------- | -------------------- | ------------------------ | ----------- |
| 1                            | Ross Chastain        | Trackhouse Racing        | Chevrolet   |
| 2                            | Austin Cindric (W)   | Team Penske              | Ford        |
| 3                            | Austin Dillon (W)    | Richard Childress Racing | Chevrolet   |
| 4                            | Kevin Harvick (W)    | Stewart-Haas Racing      | Ford        |
| 5                            | Kyle Larson          | Hendrick Motorsports     | Chevrolet   |
| 6                            | Brad Keselowski      | RFK Racing               | Ford        |
| 7                            | Corey LaJoie         | Spire Motorsports        | Chevrolet   |
| 8                            | Kyle Busch           | Richard Childress Racing | Chevrolet   |
| 9                            | Chase Elliott        | Hendrick Motorsports     | Chevrolet   |
| 10                           | Aric Almirola        | Stewart-Haas Racing      | Ford        |
| 11                           | Denny Hamlin (W)     | Joe Gibbs Racing         | Toyota      |
| 12                           | Ryan Blaney          | Team Penske              | Ford        |
| 13                           | Chandler Smith (i)   | Kaulig Racing            | Chevrolet   |
| 14                           | Chase Briscoe        | Stewart-Haas Racing      | Ford        |
| 15                           | Riley Herbst (i)     | Rick Ware Racing         | Ford        |
| 16                           | A. J. Allmendinger   | Kaulig Racing            | Chevrolet   |
| 17                           | Chris Buescher       | RFK Racing               | Ford        |
| 19                           | Martin Truex Jr.     | Joe Gibbs Racing         | Toyota      |
| 20                           | Christopher Bell     | Joe Gibbs Racing         | Toyota      |
| 21                           | Harrison Burton      | Wood Brothers Racing     | Ford        |
| 22                           | Joey Logano (W)      | Team Penske              | Ford        |
| 23                           | Bubba Wallace        | 23XI Racing              | Toyota      |
| 24                           | William Byron        | Hendrick Motorsports     | Chevrolet   |
| 31                           | Justin Haley         | Kaulig Racing            | Chevrolet   |
| 34                           | Michael McDowell (W) | Front Row Motorsports    | Ford        |
| 36                           | Zane Smith (i)       | Front Row Motorsports    | Ford        |
| 38                           | Tom Gilliland        | Front Row Motorsports    | Ford        |
| 41                           | Ryan Preece          | Stewart-Haas Racing      | Ford        |
| 42                           | Noah Gragson (R)     | Legacy Motor Club        | Chevrolet   |
| 43                           | Erik Jones           | Legacy Motor Club        | Chevrolet   |
| 45                           | Tyler Reddick        | 23XI Racing              | Toyota      |
| 47                           | Ricky Stenhouse Jr.  | JTG Daugherty Racing     | Chevrolet   |
| 48                           | Alex Bowman          | Hendrick Motorsports     | Chevrolet   |
| 50                           | Conor Daly (i)       | The Money Team Racing    | Chevrolet   |
| 51                           | Cody Ware            | Rick Ware Racing         | Ford        |
| 54                           | Ty Gibbs (R)         | Joe Gibbs Racing         | Toyota      |
| 62                           | Austin Hill (i)      | Beard Motorsports        | Chevrolet   |
| 67                           | Travis Pastrana      | 23XI Racing              | Toyota      |
| 77                           | Ty Dillon            | Spire Motorsports        | Chevrolet   |
| 78                           | B. J. McLeod         | Live Fast Motorsports    | Chevrolet   |
| 84                           | Jimmie Johnson (W)   | Legacy Motor Club        | Chevrolet   |
| 99                           | Daniel Suárez        | Trackhouse Racing        | Chevrolet   |
| Lista ufficiale partecipanti |                      |                          |             |

## Qualifiche
Alex Bowman ha segnato la pole per la gara con un tempo di 49,536 e una velocità di 181,686 mph (292,395 km/h). Kyle Larson si è guadagnato la pole esterna.
Solo le prime due vetture si qualificheranno dalle prove a cronometro. I Duelli stabiliscono la formazione per le posizioni 3–38. La prima gara stabilisce lo schieramento per le vetture che si sono qualificate in posizioni dispari nel giorno delle qualifiche della pole, mentre la seconda gara stabilisce lo schieramento per le vetture che si sono qualificate in posizioni pari. Solo una squadra Open in ciascun Duello si qualificherà in questo modo. Le posizioni 39 e 40 della griglia sono occupate dalle due vetture "Open" (team senza charter) che hanno segnato i tempi più veloci nelle qualifiche, ma non hanno conquistato un posto nei Duelli.
I due team Open più veloci a qualificarsi sono stati Jimmie Johnson e Travis Pastrana che hanno fatto guadagnare loro un posto in gara indipendentemente dall'esito dei Duelli.

### Risultati
| Pos                                  | Nº | Pilota              | Squadra                  | Costruttore | R1     | R2     |
| ------------------------------------ | -- | ------------------- | ------------------------ | ----------- | ------ | ------ |
| 1                                    | 48 | Alex Bowman         | Hendrick Motorsports     | Chevrolet   | 49"717 | 49"536 |
| 2                                    | 5  | Kyle Larson         | Hendrick Motorsports     | Chevrolet   | 49"870 | 49"708 |
| 3                                    | 24 | William Byron       | Hendrick Motorsports     | Chevrolet   | 49"926 | 49"799 |
| 4                                    | 10 | Aric Almirola       | Stewart-Haas Racing      | Ford        | 49"903 | 49"800 |
| 5                                    | 22 | Joey Logano         | Team Penske              | Ford        | 49"881 | 49"803 |
| 6                                    | 14 | Chase Briscoe       | Stewart-Haas Racing      | Ford        | 49"869 | 49"817 |
| 7                                    | 12 | Ryan Blaney         | Team Penske              | Ford        | 49"965 | 49"985 |
| 8                                    | 2  | Austin Cindric      | Team Penske              | Ford        | 49"927 | 49"996 |
| 9                                    | 21 | Harrison Burton     | Wood Brothers Racing     | Ford        | 49"996 | 50"070 |
| 10                                   | 8  | Kyle Busch          | Richard Childress Racing | Chevrolet   | 49"920 | 0"000  |
| 11                                   | 23 | Bubba Wallace       | 23XI Racing              | Toyota      | 49"997 | —      |
| 12                                   | 99 | Daniel Suárez       | Trackhouse Racing        | Chevrolet   | 50"022 | —      |
| 13                                   | 17 | Chris Buescher      | RFK Racing               | Ford        | 50"031 | —      |
| 14                                   | 9  | Chase Elliott       | Hendrick Motorsports     | Chevrolet   | 50"033 | —      |
| 15                                   | 1  | Ross Chastain       | Trackhouse Racing        | Chevrolet   | 50"038 | —      |
| 16                                   | 41 | Ryan Preece         | Stewart-Haas Racing      | Ford        | 50"042 | —      |
| 17                                   | 4  | Kevin Harvick       | Stewart-Haas Racing      | Ford        | 50"088 | —      |
| 18                                   | 6  | Brad Keselowski     | RFK Racing               | Ford        | 50"091 | —      |
| 19                                   | 54 | Ty Gibbs (R)        | Joe Gibbs Racing         | Toyota      | 50"107 | —      |
| 20                                   | 45 | Tyler Reddick       | 23XI Racing              | Toyota      | 50"108 | —      |
| 21                                   | 20 | Christopher Bell    | Joe Gibbs Racing         | Toyota      | 50"140 | —      |
| 22                                   | 19 | Martin Truex Jr.    | Joe Gibbs Racing         | Toyota      | 50"182 | —      |
| 23                                   | 84 | Jimmie Johnson      | Legacy Motor Club        | Chevrolet   | 50"202 | —      |
| 24                                   | 34 | Michael McDowell    | Front Row Motorsports    | Ford        | 50"205 | —      |
| 25                                   | 67 | Travis Pastrana     | 23XI Racing              | Toyota      | 50"208 | —      |
| 26                                   | 11 | Denny Hamlin        | Joe Gibbs Racing         | Toyota      | 50"236 | —      |
| 27                                   | 43 | Erik Jones          | Legacy Motor Club        | Chevrolet   | 50"280 | —      |
| 28                                   | 42 | Noah Gragson (R)    | Legacy Motor Club        | Chevrolet   | 50"296 | —      |
| 29                                   | 36 | Zane Smith (i)      | Front Row Motorsports    | Ford        | 50"318 | —      |
| 30                                   | 16 | A. J. Allmendinger  | Kaulig Racing            | Chevrolet   | 50"332 | —      |
| 31                                   | 31 | Justin Haley        | Kaulig Racing            | Chevrolet   | 50"346 | —      |
| 32                                   | 62 | Austin Hill (i)     | Beard Motorsports        | Chevrolet   | 50"375 | —      |
| 33                                   | 3  | Austin Dillon       | Richard Childress Racing | Chevrolet   | 50"473 | —      |
| 34                                   | 38 | Todd Gilliland      | Front Row Motorsports    | Ford        | 50"504 | —      |
| 35                                   | 47 | Ricky Stenhouse Jr. | JTG Daugherty Racing     | Chevrolet   | 50"583 | —      |
| 36                                   | 78 | B. J. McLeod        | Live Fast Motorsports    | Chevrolet   | 50"609 | —      |
| 37                                   | 51 | Cody Ware           | Rick Ware Racing         | Ford        | 50"799 | —      |
| 38                                   | 15 | Riley Herbst (i)    | Rick Ware Racing         | Ford        | 50"891 | —      |
| 39                                   | 77 | Ty Dillon           | Spire Motorsports        | Chevrolet   | 51"045 | —      |
| 40                                   | 7  | Corey LaJoie        | Spire Motorsports        | Chevrolet   | 51"053 | —      |
| 41                                   | 13 | Chandler Smith (i)  | Kaulig Racing            | Chevrolet   | 51"422 | —      |
| 42                                   | 50 | Conor Daly (i)      | The Money Team Racing    | Chevrolet   | 0"000  | —      |
| Risultati ufficiali delle qualifiche |    |                     |                          |             |        |        |

## Bluegreen Vacations Duel
I Bluegreen Vacations Duels sono una coppia di gare della NASCAR Cup Series che si tengono ogni anno in concomitanza con la Daytona 500 a febbraio al Daytona International Speedway. Consistono in due gare da 60 giri e 150 miglia (240 km) di lunghezza, che servono come gare di calore che stabiliscono la formazione per la Daytona 500. Entrambe le gare stabiliscono la formazione per le posizioni 3–38. La prima gara stabilisce lo schieramento per le vetture che si sono qualificate in posizioni dispari nel giorno delle qualifiche della pole con eccezioni basate sulle squadre aperte. La seconda gara stabilisce lo schieramento per le vetture che si sono qualificate in posizioni pari. Solo l'auto open classificatasi al primo posto verrà trasferita da ciascuna gara di qualificazione. Dopo le gare di qualificazione, le ultime due posizioni sono determinate dai tempi più veloci nelle qualifiche delle squadre aperte che non sono avanzate.

### Duello 1

#### Risultati Duello 1
| Pos                      | Griglia | Nº | Pilota              | Squadra                  | Costruttore | Giri | Punti |
| ------------------------ | ------- | -- | ------------------- | ------------------------ | ----------- | ---- | ----- |
| 1                        | 3       | 22 | Joey Logano         | Team Penske              | Ford        | 60   | 10    |
| 2                        | 11      | 20 | Christopher Bell    | Joe Gibbs Racing         | Ford        | 60   | 9     |
| 3                        | 4       | 12 | Ryan Blaney         | Team Penske              | Ford        | 60   | 8     |
| 4                        | 7       | 17 | Chris Buescher      | RFK Racig                | Ford        | 60   | 7     |
| 5                        | 13      | 34 | Michael McDowell    | Front Row Motorsports    | Ford        | 60   | 6     |
| 6                        | 9       | 4  | Kevin Harvick       | Stewart-Haas Racing      | Ford        | 60   | 5     |
| 7                        | 6       | 23 | Bubba Wallace       | 23XI Racing              | Toyota      | 60   | 4     |
| 8                        | 15      | 36 | Zane Smith (i)      | Front Row Motorsports    | Ford        | 60   | 3     |
| 9                        | 5       | 21 | Harrison Burton     | Wood Brothers Racing     | Ford        | 60   | 2     |
| 10                       | 2       | 24 | William Byron       | Hendrick Motorsports     | Chevrolet   | 60   | 1     |
| 11                       | 8       | 1  | Ross Chastain       | Trackhouse Racing        | Chevrolet   | 60   | 0     |
| 12                       | 14      | 43 | Erik Jones          | Legacy Motor Club        | Chevrolet   | 60   | 0     |
| 13                       | 17      | 3  | Austin Dillon       | Richard Childress Racing | Chevrolet   | 60   | 0     |
| 14                       | 12      | 84 | Jimmie Johnson      | Legacy Motor Club        | Chevrolet   | 60   | 0     |
| 15                       | 16      | 15 | A. J. Allmendinger  | Kaulig Racing            | Chevrolet   | 60   | 0     |
| 16                       | 18      | 47 | Ricky Stenhouse Jr. | JTG Daugherty Racing     | Chevrolet   | 59   | 0     |
| 17                       | 1       | 48 | Alex Bowman         | Hendrick Motorsports     | Chevrolet   | 59   | 0     |
| 18                       | 21      | 13 | Chandler Smith (i)  | Kaulig Racing            | Chevrolet   | 59   | 0     |
| 19                       | 10      | 54 | Ty Gibbs (R)        | Joe Gibbs Racing         | Toyota      | 59   | 0     |
| 20                       | 19      | 51 | Cody Ware           | Rick Ware Racing         | Ford        | 59   | 0     |
| 21                       | 20      | 77 | Ty Dillon           | Spire Motorsports        | Chevrolet   | 59   | 0     |
| Risultati ufficiali gara |         |    |                     |                          |             |      |       |

### Duello 2

#### Risultati Duello 2
| Pos                      | Griglia | Nº | Pilota           | Squadra                  | Costruttore | Giri | Punti |
| ------------------------ | ------- | -- | ---------------- | ------------------------ | ----------- | ---- | ----- |
| 1                        | 2       | 10 | Aric Almirola    | Stewart-Haas Racing      | Ford        | 60   | 10    |
| 2                        | 4       | 2  | Austin Cindric   | Team Penske              | Ford        | 60   | 9     |
| 3                        | 7       | 9  | Chase Elliott    | Hendrick Motorsports     | Chevrolet   | 60   | 8     |
| 4                        | 9       | 6  | Brad Keselowski  | RFK Racing               | Ford        | 60   | 7     |
| 5                        | 20      | 7  | Corey LaJoie     | Spire Motorsports        | Chevrolet   | 60   | 6     |
| 6                        | 1       | 5  | Kyle Larson      | Hendrick Motorsports     | Chevrolet   | 60   | 5     |
| 7                        | 17      | 38 | Todd Gilliland   | Front Row Motorsports    | Ford        | 60   | 4     |
| 8                        | 11      | 19 | Martin Truex Jr. | Joe Gibbs Racing         | Toyota      | 60   | 3     |
| 9                        | 13      | 11 | Denny Hamlin     | Joe Gibbs Racing         | Toyota      | 60   | 2     |
| 10                       | 8       | 41 | Ryan Preece      | Stewart-Haas Racing      | Ford        | 60   | 1     |
| 11                       | 14      | 42 | Noah Gragson (R) | Legacy Motor Club        | Chevrolet   | 60   | 0     |
| 12                       | 6       | 99 | Daniel Suárez    | Trackhouse Racing        | Chevrolet   | 60   | 0     |
| 13                       | 10      | 45 | Tyler Reddick    | 23XI Racing              | Toyota      | 60   | 0     |
| 14                       | 15      | 31 | Justin Haley     | Kaulig Racing            | Chevrolet   | 60   | 0     |
| 15                       | 3       | 14 | Chase Briscoe    | Stewart-Haas Racing      | Ford        | 60   | 0     |
| 16                       | 18      | 78 | B. J. McLeod     | Live Fast Motorsports    | Chevrolet   | 60   | 0     |
| 17                       | 21      | 50 | Conor Daly (i)   | The Money Team Racing    | Chevrolet   | 59   | 0     |
| 18                       | 16      | 62 | Austin Hill (i)  | Beard Motorsports        | Chevrolet   | 41   | 0     |
| 19                       | 5       | 8  | Kyle Busch       | Richard Childress Racing | Chevrolet   | 40   | 0     |
| 20                       | 19      | 15 | Riley Herbst (i) | Richard Childress Racing | Chevrolet   | 40   | 0     |
| 21                       | 12      | 67 | Travis Pastrana  | 23XI Racing              | Toyota      | 40   | 0     |
| Risultati ufficiali gara |         |    |                  |                          |             |      |       |

### Griglia di partenza
| Pos                           | Nº | Pilota              | Squadra                  | Costruttore | Note                                |
| ----------------------------- | -- | ------------------- | ------------------------ | ----------- | ----------------------------------- |
| 1                             | 48 | Alex Bowman         | Hendrick Motorsports     | Chevrolet   | Più veloce nelle qualifiche         |
| 2                             | 5  | Kyle Larson         | Hendrick Motorsports     | Chevrolet   | Secondo più veloce nelle qualifiche |
| 3                             | 22 | Joey Logano         | Team Penske              | Ford        | Vincitore Duello 1                  |
| 4                             | 10 | Aric Almirola       | Stewart-Haas Racing      | Ford        | Vincitore Duello 2                  |
| 5                             | 20 | Christopher Bell    | Joe Gibbs Racing         | Toyota      | Secondo nel Duello 1                |
| 6                             | 2  | Austin Cindric      | Team Penske              | Ford        | Secondo nel Duello 2                |
| 7                             | 12 | Ryan Blaney         | Team Penske              | Ford        | Terzo nel Duello 1                  |
| 8                             | 9  | Chase Elliott       | Hendrick Motorsports     | Chevrolet   | Terzo nel Duello 2                  |
| 9                             | 17 | Chris Buescher      | RFK Racing               | Ford        | Quarto nel Duello 1                 |
| 10                            | 6  | Brad Keselowski     | RFK Racing               | Ford        | Quarto nel Duello 2                 |
| 11                            | 34 | Michael McDowell    | Front Row Motorsports    | Ford        | Quinto nel Duello 1                 |
| 12                            | 7  | Corey LaJoie        | Spire Motorsports        | Chevrolet   | Quinto nel Duello 2                 |
| 13                            | 4  | Kevin Harvick       | Stewart-Haas Racing      | Ford        | Sesto nel Duello 1                  |
| 14                            | 38 | Todd Gilliland      | Front Row Motorsports    | Ford        | Settimo nel Duello 2                |
| 15                            | 23 | Bubba Wallace       | 23XI Racing              | Toyota      | Settimo nel Duello 1                |
| 16                            | 19 | Martin Truex Jr.    | Joe Gibbs Racing         | Ford        | Ottavo nel Duello 2                 |
| 17                            | 36 | Zane Smith (i)      | Front Row Motorsports    | Ford        | Ottavo nel Duello 1                 |
| 18                            | 11 | Denny Hamlin        | Joe Gibbs Racing         | Toyota      | Nono nel Duello 2                   |
| 19                            | 21 | Harrison Burton     | Wood Brothers Racing     | Ford        | Nono nel Duello 1                   |
| 20                            | 41 | Ryan Preece         | Stewart-Haas Racing      | Ford        | Decimo nel Duello 2                 |
| 21                            | 24 | William Byron       | Hendrick Motorsports     | Chevrolet   | Decimo nel Duello 1                 |
| 22                            | 42 | Noah Gragson (R)    | Legacy Motor Club        | Chevrolet   | Undicesimo nel Duello 2             |
| 23                            | 1  | Ross Chastain       | Trackhouse Racing        | Chevrolet   | Undicesimo nel Duello 1             |
| 24                            | 99 | Daniel Suárez       | Trackhouse Racing        | Chevrolet   | Dodicesimo nel Duello 2             |
| 25                            | 43 | Erik Jones          | Legacy Motor Club        | Chevrolet   | Dodicesimo nel Duello 1             |
| 26                            | 45 | Tyler Reddick       | 23XI Racing              | Toyota      | Tredicesimo nel Duello 2            |
| 27                            | 3  | Austin Dillon       | Richard Childress Racing | Chevrolet   | Tredicesimo nel Duello 1            |
| 28                            | 31 | Justin Haley        | Kaulig Racing            | Chevrolet   | Quattordicesimo nel Duello 2        |
| 29                            | 16 | A. J. Allmendinger  | Kaulig Racing            | Chevrolet   | Quindicesimo nel Duello 1           |
| 30                            | 14 | Chase Briscoe       | Stewart-Haas Racing      | Ford        | Quindicesimo nel Duello 2           |
| 31                            | 47 | Ricky Stenhouse Jr. | JTG Daugherty Racing     | Chevrolet   | Sedicesimo nel Duello 1             |
| 32                            | 78 | B. J. McLeod        | Live Fast Motorsports    | Chevrolet   | Sedicesimo nel Duello 2             |
| 33                            | 54 | Ty Gibbs (R)        | Joe Gibbs Racing         | Toyota      | Diciannovesimo nel Duello 1         |
| 34                            | 50 | Conor Daly (i)      | The Money Team Racing    | Chevrolet   | Diciassettesimo nel Duello 2        |
| 35                            | 51 | Cody Ware           | Rick Ware Racing         | Ford        | Ventesimo nel Duello 1              |
| 36                            | 8  | Kyle Busch          | Richard Childress Racing | Chevrolet   | Diciannovesimo nel Duello 2         |
| 37                            | 77 | Ty Dillion          | Spire Motorsports        | Chevrolet   | Ventunesimo nel Duello 1            |
| 38                            | 15 | Riley Herbst (i)    | Rick Ware Racing         | Ford        | Ventesimo nel Duello 2              |
| 39                            | 84 | Jimmie Johnson      | Legacy Motor Club        | Chevrolet   | Velocità in qualifica               |
| 40                            | 67 | Travis Pastrana     | 23XI Racing              | Toyota      | Velocità in qualifica               |
| Non qualificati               |    |                     |                          |             |                                     |
| 41                            | 62 | Austin Hill (i)     | Beard Motorsports        | Chevrolet   |                                     |
| 42                            | 13 | Chandler Smith (i)  | Kaulig Racing            | Chevrolet   |                                     |
| Griglia di partenza ufficiale |    |                     |                          |             |                                     |

## Prove libere

### Prima sessione
Jimmie Johnson è stato il più veloce nella prima sessione di prove libere con un tempo di 46,338 secondi e una velocità di 194,225 mph (312,575 km/h).
| Pos                                             | Nº | Pilota              | Squadra              | Costruttore | Tempo  | Velocità |
| ----------------------------------------------- | -- | ------------------- | -------------------- | ----------- | ------ | -------- |
| 1                                               | 84 | Jimmie Johnson      | Legacy Motor Club    | Chevrolet   | 46"338 | 194,225  |
| 2                                               | 9  | Chase Elliott       | Hendrick Motorsports | Chevrolet   | 46"345 | 194,196  |
| 3                                               | 47 | Ricky Stenhouse Jr. | JTG Daugherty Racing | Chevrolet   | 46"348 | 194,183  |
| Risultati ufficiali prima sessione prove libere |    |                     |                      |             |        |          |

### Ultima sessione
Brad Keselowski è stato il più veloce nell'ultima sessione di prove libere con un tempo di 47,071 secondi e una velocità di 191,201 mph (307,708 km/h).
| Pos                                              | Nº | Pilota          | Squadra     | Costruttore | Tempo  | Velocità |
| ------------------------------------------------ | -- | --------------- | ----------- | ----------- | ------ | -------- |
| 1                                                | 6  | Brad Keselowski | RFK Racing  | Ford        | 47"071 | 191,201  |
| 2                                                | 22 | Joey Logano     | Team Penske | Ford        | 47"072 | 191,196  |
| 3                                                | 12 | Ryan Blaney     | Team Penske | Ford        | 47"076 | 191,180  |
| Risultati ufficiali ultima sessione prove libere |    |                 |             |             |        |          |

## Gara

### Resoconto
La gara è iniziata con Alex Bowman e Kyle Larson in prima fila. Nei giri successivi Larson e Bowman si sono scambiati il comando.
Dopo 10 giri, la linea interna ha iniziato a mostrare la sua forza, con Larson, Joey Logano e Christopher Bell che costituivano i primi 3 del gruppo. Una terza linea emerse con Bubba Wallace, Tyler Reddick e Justin Haley, ma svanì rapidamente. Il fumo ha iniziato a fuoriuscire dalla vettura di Ty Dillon al 28º giro. La sua squadra lo ha spinto al box e ha scoperto un problema al motore, rendendolo il primo pilota a ritirarsi dalla gara.
Tra i giri 37 e 40, i piloti hanno effettuato i primi pit-stop. Al 38º giro si è verificato un testacoda di Riley Herbst, ma la NASCAR non ha lanciato la bandiera gialla. Dopo il pit cycle, Denny Hamlin ha preso il comando, ma è stato superato da Chase Briscoe al 42º giro, quando si sono formate di nuovo due linee. In basso ci sono Briscoe, Wallace e Aric Almirola, con Hamlin, Bell e Reddick in alto. Al 55º giro, Wallace aveva preso il comando ma è entrato in contatto con il muro di backstretch dopo una spinta di Hamlin e Martin Truex Jr.
Al 64º giro, a due giri dalla fine della prima tappa, A. J. Allmendinger, che in quel momento era un giro sotto, ha bloccato e rallentato la linea interna guidata da Almirola e Jimmie Johnson, con l'intenzione di ottenere il passaggio libero nella tappa. pausa, guidando la corsia superiore, ora guidata da Brad Keselowski e Ryan Preece, per superare Hamlin e Truex. Sono stati seguiti da Chris Buescher e Kevin Harvick. Keselowski avrebbe vinto la prima tappa.
La gara riprende al giro 72, con Keselowski che scende all'interno per bloccare Preece. Truex e Kyle Busch si spostano per condurre la linea esterna al giro 94, ma ciò non ha alcun effetto. Dopo un'altra sequenza di pit stop, al giro 112 il gruppo è andato largo tre volte, con Logano e Ryan Blaney in testa alla gara. Al 117º giro, Harvick ha urtato Reddick, provocando un incidente con più auto, il primo di tanti, che avrebbe coinvolto quasi una dozzina di vetture. Reddick, Erik Jones e Chase Elliott si sono ritirati dalla gara, mentre Blaney ha ricevuto riparazioni all'anteriore destro. I leader hanno approfittato dei pit stop, con Cindric e Hamlin che si sono fermati per due gomme mentre tutte le altre squadre ne hanno prese quattro. La gara è ricominciata al giro 126, con un gruppo di piloti che preferivano la posizione in pista e i punti di tappa. Ross Chastain scende per prendere il comando di Logano. Lui comincia a bloccare entrambe le linee, mentre Alex Bowman è forte sulla linea esterna con una spinta di Ricky Stenhouse Jr. Chastain vincerebbe la seconda fase grazie ad una spinta tardiva di Truex e Logano, in un finale ravvicinato contro Bowman.
Durante la bandiera gialla alla fine della seconda fase, si sono verificati dei pit stop, con Chastain che è stato penalizzato per essere andato troppo veloce in uscita dalla pit lane. Anche Bell è stato penalizzato per aver sorvolato l'attrezzatura, e anche il debuttante Noah Gragson è stato penalizzato per una gomma incontrollata. Tutti e tre servirebbero di passaggio. Wallace è rimasto fuori dai box e avrebbe preso il comando della gara alla ripartenza del giro 138. Almirola lo avrebbe superato dopo una spinta di Buescher, anche se la bandiera gialla sarebbe uscita per i detriti due giri dopo, con il battistrada della gomma anteriore destra che si staccava dalla vettura di Blaney alla seconda curva.
Almirola è stato forte sulla linea interna nella ripartenza, ricevendo un forte aiuto nel draft da Buescher. Wallace ha provato a restare nella corsia centrale, ma ha finito per perdere il draft. Al 145º giro, Buescher si è portato sulla linea esterna grazie alla spinta del compagno di squadra e comproprietario Keselowski. Continuerebbero a condurre con forza la corsia esterna man mano che i giri passano e la linea interna guidata da Hamlin non guadagna terreno. La scommessa di Wallace di rimanere fuori durante la pausa di tappa non avrebbe dato i suoi frutti, poiché si è fermato ai box da solo per fare rifornimento a 30 giri dalla fine e sarebbe caduto di un giro.
Tra i giri 176 e 180, i piloti hanno iniziato a effettuare gli ultimi pit stop, con Harrison Burton che ha preso il comando dopo il ciclo. Stenhouse viene penalizzato per eccesso di velocità, dovendo effettuare un sorpasso al giro 180. A 18 giri dalla fine avviene il primo Big One, con Preece che perde il controllo e impatta pesantemente sul muro prima di raccogliere Harvick, Truex, Johnson, e Chase Briscoe. La gara riparte a 14 giri dalla fine, con Burton al comando all'esterno spinto da Busch, e Logano all'interno con William Byron. Logano si scatenerebbe subito, costringendolo all'esterno, perdendo il pescaggio. Una mossa bomba in picchiata di Allmendinger lo avrebbe portato in testa fino a quando non sarebbe stato superato da Keselowski a 10 giri dalla fine.
Con la fine dei giri, entrambe le vetture RFK Racing di Keselowski e Buscher e le vetture Richard Childress Racing di Busch e Austin Dillon sono rimaste vicine l'una all'altra. A quattro giri dalla fine, i piloti RCR si sono coordinati con Byron sul rettilineo per superare Keselowski e Buescher, con Busch in testa, alla ricerca della sua prima vittoria alla Daytona 500 al suo 18esimo tentativo. Ma al giro successivo Suarez si becca un tocco di Johnson mandandolo in testacoda all'uscita della curva 4, e con questo la gara va ai supplementari.
Dopo le comunicazioni radio su come trarre vantaggio dal fatto di avere le sue due vetture nelle prime due posizioni, la Richard Childress ha deciso che Dillon rallentasse la linea interna alla ripartenza, per proteggere Busch, che sarebbe immediatamente passato su quella linea, per comandare un 1- 2° arrivo per RCR. Tuttavia, la linea interna perderebbe ritmo con Logano e Stenhouse che sorpassano entrambe le vetture. Sul rettilineo, Stenhouse, con una spinta di Larson, ha superato Logano, e pochi secondi dopo è stata sventolata la bandiera gialla per un altro Big One, causato dal tocco di Byron su Dillon che ha girato la pista raccogliendo Cindric, Burton, Hamlin, Johnson, Gragson, Todd Gilliland e Zane Smith.
Entrambi i piloti della RFK Racing si sono fermati ai box per fare rifornimento, nel caso in cui la gara potesse estendersi a diversi tempi supplementari aggiuntivi. Anche Herbst e Almirola si sono fermati ai box in questo momento.
La gara è ripresa per un secondo tempo supplementare al giro 210, con Stenhouse in testa all'esterno e Larson all'interno. Stenhouse ha accresciuto il suo vantaggio fino a raggiungere un importo stabile arrivando alla bandiera bianca, bloccando la linea interna, lasciando Larson senza draft. Alla curva 2, Almirola ha urtato Travis Pastrana che ha perso il controllo ed è andato in testacoda, creando il terzo Big One con Keselowski, Almirola, Busch, Wallace, Allmendinger e Hamlin coinvolti, e la bandiera gialla è stata rapidamente sventolata, concludendo la gara mentre la bandiera bianca era già stata sventolata. volato, con Stenhouse in testa.
Ciò è stato confermato dalla NASCAR utilizzando la riproduzione video, confermando che Ricky Stenhouse Jr, alla guida dell'auto n. 47 per JTG Daugherty Racing, è stato il vincitore della Daytona 500 del 2023.

### Risultati

#### Risultati Stage
Stage 1
Giri: 65
| Pos                         | Nº | Pilota           | Squadra               | Costruttore | Punti |
| --------------------------- | -- | ---------------- | --------------------- | ----------- | ----- |
| 1                           | 6  | Brad Keselowski  | RFK Racing            | Ford        | 10    |
| 2                           | 41 | Ryan Preece      | Stewart-Haas Racing   | Ford        | 9     |
| 3                           | 17 | Chris Buescher   | RFK Racing            | Ford        | 8     |
| 4                           | 4  | Kevin Harvick    | Stewart-Haas Racing   | Ford        | 7     |
| 5                           | 34 | Michael McDowell | Front Row Motorsports | Ford        | 6     |
| 6                           | 54 | Ty Gibbs (R)     | Joe Gibbs Racing      | Toyota      | 5     |
| 7                           | 84 | Jimmie Johnson   | Legacy Motor Club     | Chevrolet   | 4     |
| 8                           | 10 | Aric Almirola    | Stewart-Haas Racing   | Ford        | 3     |
| 9                           | 19 | Martin Truex Jr. | Joe Gibbs Racing      | Toyota      | 2     |
| 10                          | 38 | Todd Gilliland   | Front Row Motorsports | Ford        | 1     |
| Risultati ufficiali Stage 1 |    |                  |                       |             |       |

Stage 2
Giri: 65
| Pos                         | Nº | Pilota              | Squadra              | Costruttore | Punti |
| --------------------------- | -- | ------------------- | -------------------- | ----------- | ----- |
| 1                           | 1  | Ross Chastain       | Trackhouse Racing    | Chevrolet   | 10    |
| 2                           | 48 | Alex Bowman         | Hendrick Motorsports | Chevrolet   | 9     |
| 3                           | 47 | Ricky Stenhouse Jr. | JTG Daugherty Racing | Chevrolet   | 8     |
| 4                           | 22 | Joey Logano         | Team Penske          | Ford        | 7     |
| 5                           | 2  | Austin Cindric      | Team Penske          | Ford        | 6     |
| 6                           | 19 | Martin Truex Jr.    | Joe Gibbs Racing     | Toyota      | 5     |
| 7                           | 24 | William Byron       | Hendrick Motorsports | Chevrolet   | 4     |
| 8                           | 16 | A. J. Allmendinger  | Kaulig Racing        | Chevrolet   | 3     |
| 9                           | 17 | Chris Buescher      | RFK Racing           | Ford        | 2     |
| 10                          | 20 | Christopher Bell    | Joe Gibbs Racing     | Toyota      | 1     |
| Risultati ufficiali Stage 2 |    |                     |                      |             |       |

#### Final Stage
Stage 3
Giri: 70
| Pos                      | Griglia | Nº | Pilota              | Squadra                  | Costruttore | Giri | Punti |
| ------------------------ | ------- | -- | ------------------- | ------------------------ | ----------- | ---- | ----- |
| 1                        | 31      | 47 | Ricky Stenhouse Jr. | JTG Daugherty Racing     | Chevrolet   | 212  | 48    |
| 2                        | 3       | 22 | Joey Logano         | Team Penske              | Ford        | 212  | 42    |
| 3                        | 5       | 20 | Christopher Bell    | Joe Gibbs Racing         | Toyota      | 212  | 35    |
| 4                        | 9       | 17 | Chris Buescher      | RFK Racing               | Ford        | 212  | 43    |
| 5                        | 1       | 48 | Alex Bowman         | Hendrick Motorsports     | Chevrolet   | 212  | 41    |
| 6                        | 29      | 16 | A. J. Allmendinger  | Kaulig Racing            | Chevrolet   | 212  | 34    |
| 7                        | 24      | 99 | Daniel Suárez       | Trackhouse Racing        | Chevrolet   | 212  | 30    |
| 8                        | 7       | 12 | Ryan Blaney         | Team Penske              | Ford        | 212  | 29    |
| 9                        | 23      | 1  | Ross Chastain       | Trackhouse Racing        | Chevrolet   | 212  | 38    |
| 10                       | 38      | 15 | Riley Herbst (i)    | Rick Ware Racing         | Ford        | 212  | 0     |
| 11                       | 40      | 67 | Travis Pastrana     | 23XI Racing              | Toyota      | 212  | 26    |
| 12                       | 13      | 4  | Kevin Harvick       | Stewart-Haas Racing      | Ford        | 212  | 32    |
| 13                       | 17      | 36 | Zane Smith (i)      | Front Row Motorsports    | Ford        | 212  | 0     |
| 14                       | 35      | 51 | Cody Ware           | Rick Ware Racing         | Ford        | 212  | 23    |
| 15                       | 16      | 19 | Martin Truex Jr.    | Joe Gibbs Racing         | Toyota      | 212  | 29    |
| 16                       | 12      | 7  | Corey LaJoie        | Spire Motorsports        | Chevrolet   | 212  | 21    |
| 17                       | 18      | 11 | Denny Hamlin        | Joe Gibbs Racing         | Toyota      | 212  | 20    |
| 18                       | 2       | 5  | Kyle Larson         | Hendrick Motorsports     | Chevrolet   | 211  | 19    |
| 19                       | 36      | 8  | Kyle Busch          | Richard Childress Racing | Chevrolet   | 211  | 18    |
| 20                       | 15      | 23 | Bubba Wallace       | 23XI Racing              | Toyota      | 211  | 17    |
| 21                       | 4       | 10 | Aric Almirola       | Stewart-Haas Racing      | Ford        | 211  | 19    |
| 22                       | 10      | 6  | Brad Keselowski     | RFK Racing               | Ford        | 211  | 25    |
| 23                       | 6       | 2  | Austin Cindric      | Team Penske              | Ford        | 210  | 20    |
| 24                       | 22      | 42 | Noah Gragson (R)    | Legacy Motor Club        | Chevrolet   | 210  | 13    |
| 25                       | 33      | 54 | Ty Gibbs (R)        | Joe Gibbs Racing         | Toyota      | 210  | 17    |
| 26                       | 19      | 21 | Harrison Burton     | Wood Brothers Racing     | Ford        | 210  | 11    |
| 27                       | 14      | 31 | Todd Gilliland      | Front Row Motorsports    | Ford        | 208  | 11    |
| 28                       | 11      | 34 | Michael McDowell    | Front Row Motorsports    | Ford        | 208  | 15    |
| 29                       | 34      | 50 | Conor Daly (i)      | The Money Team Racing    | Chevrolet   | 206  | 0     |
| 30                       | 32      | 78 | B. J. McLeod        | Live Fast Motorsports    | Chevrolet   | 204  | 7     |
| 31                       | 39      | 84 | Jimmie Johnson      | Legacy Motor Club        | Chevrolet   | 203  | 10    |
| 32                       | 28      | 31 | Justin Haley        | Kaulig Racing            | Chevrolet   | 203  | 5     |
| 33                       | 27      | 3  | Austin Dillon       | Richard Childress Racing | Chevrolet   | 202  | 4     |
| 34                       | 21      | 24 | William Byron       | Hendrick Motorsports     | Chevrolet   | 202  | 7     |
| 35                       | 30      | 14 | Chase Briscoe       | Stewart-Haas Racing      | Ford        | 182  | 2     |
| 36                       | 20      | 41 | Ryan Preece         | Stewart-Haas Racing      | Ford        | 181  | 10    |
| 37                       | 25      | 43 | Erik Jones          | Legacy Motor Club        | Chevrolet   | 118  | 1     |
| 38                       | 8       | 9  | Chase Elliott       | Hendrick Motorsports     | Chevrolet   | 118  | 1     |
| 39                       | 26      | 45 | Tyler Reddick       | 23XI Racing              | Toyota      | 117  | 1     |
| 40                       | 37      | 77 | Ty Dillon           | Spire Motorsports        | Chevrolet   | 26   | 1     |
| Risultati ufficiali gara |         |    |                     |                          |             |      |       |

### Statistiche della gara
- Cambiamenti 1ª posizione: 52, con 21 piloti diversi
- Cautions/Giri: 8 caution per 38 giri
- Bandiere rosse: 0
- Tempo di gara: 3 ore, 38 minuti e 53 secondi
- Velocità media: 145,283 miglia orarie (233,810 km/h)

## Classifica dopo la gara

### Classifica piloti
| 1                           | Joey Logano         | 52       |
| 2                           | Chris Buescher      | 50 (–2)  |
| 3                           | Ricky Stenhouse Jr. | 48 (–4)  |
| 4                           | Christopher Bell    | 44 (–8)  |
| 5                           | Alex Bowman         | 41 (–11) |
| 6                           | Ross Chastain       | 38 (–14) |
| 7                           | Ryan Blaney         | 37 (–15) |
| 8                           | Kevin Harvick       | 37 (–15) |
| 9                           | A. J. Allmendinger  | 34 (–18) |
| 10                          | Martin Truex Jr.    | 32 (–20) |
| 11                          | Brad Keselowski     | 32 (–20) |
| 12                          | Daniel Suárez       | 30 (–22) |
| 13                          | Aric Almirola       | 29 (–21) |
| 14                          | Austin Cindric      | 29 (–21) |
| 15                          | Corey LaJoie        | 27 (–23) |
| 16                          | Travis Pastrana     | 26 (–24) |
| Classifica piloti ufficiale |                     |          |

### Classifica costruttori
| Pos | Costruttore | Punti   |
| --- | ----------- | ------- |
| 1   | Chevrolet   | 40      |
| 2   | Ford        | 35 (–5) |
| 3   | Toyota      | 34 (–6) |

- Nota: solo le prime 16 posizioni sono incluse per la classifica piloti.